# Lars Huppertz
Lars Huppertz is een Belgisch korfballer.

## Levensloop
Huppertz is actief bij AKC. Tevens maakt hij deel uit van het Belgisch nationaal team, waarmee hij onder meer zilver won op het Wereldspelen van 2022.